# Lijst van weg- en veldkapellen in Noord-Holland
Dit is een onvolledige lijst van veldkapellen in de provincie Noord-Holland. Veldkapellen komen vooral in het zuiden van Nederland voor en werden dikwijls gebouwd ter verering van een heilige. In andere delen van Nederland zijn ze zeldzamer.
| Kapel                                   | Adres                    | Plaats                         | Gemeente      | Bouwperiode      | Architect          | Foto |
| --------------------------------------- | ------------------------ | ------------------------------ | ------------- | ---------------- | ------------------ | ---- |
| Barbarakapel (Kerkhofkapel)             | Prins Bernhardlaan       | Alkmaar                        | Alkmaar       | 1890             |                    |      |
| Mariakapel (Akbarkapel)                 | Leeuwendalersweg 31      | Amsterdam-West (Kolenkitbuurt) | Amsterdam     | 1960             | Evers en Sarlemijn |      |
| Onze-Lieve-Vrouw van alle Volkerenkapel | Diepenbrockstraat 3      | Amsterdam-Zuid                 | Amsterdam     | 1976             | Kirch              |      |
| Mariakapel (Kerkhofkapel)               | Westerbegraafplaats      | Andijk                         | Medemblik     | 2008             | Arie Botman        |      |
| Onze-Lieve-Vrouw van Lourdeskapel       | Raadhuislaan             | Grootebroek                    | Stede Broec   | 1958             |                    |      |
| Onze-Lieve-Vrouw van Lourdeskapel       |                          | Heemskerk                      | Heemskerk     |                  |                    |      |
| Onze-Lieve-Vrouw ter Noodkapel          | Kapellaan 13             | Heiloo                         | Heiloo        | 1930             | Jan Stuyt          |      |
| Mariakapel (Koningspadekapel)           | De Koningspade (museum)  | Hoogwoud                       | Opmeer        |                  |                    |      |
| Onze-Lieve-Vrouw op de Keinskapel       | De Keins-Westfriesedijk  | Keinse                         | Schagen       | ca. 1510 en 1956 | J. Overtoom        |      |
| Onze-Lieve-Vrouw van Lourdeskapel       | Dorpsstraat 151          | Obdam                          | Koggenland    | 2006             |                    |      |
| Maria van het Waterkapel                | Boelenspark              | Volendam                       | Edam-Volendam | ca. 1993         |                    |      |
| Mariakapel (Kerkhofkapel)               | Begraafplaats, Kerkweg 1 | Wognum                         | Medemblik     | 2010             |                    |      |
| Onze-Lieve-Vrouw van Lourdeskapel       | Pastoor Nuyenstraat 2    | Zwaag                          | Hoorn         | 1882             | A.C. Bleijs        |      |